# Ben Kane

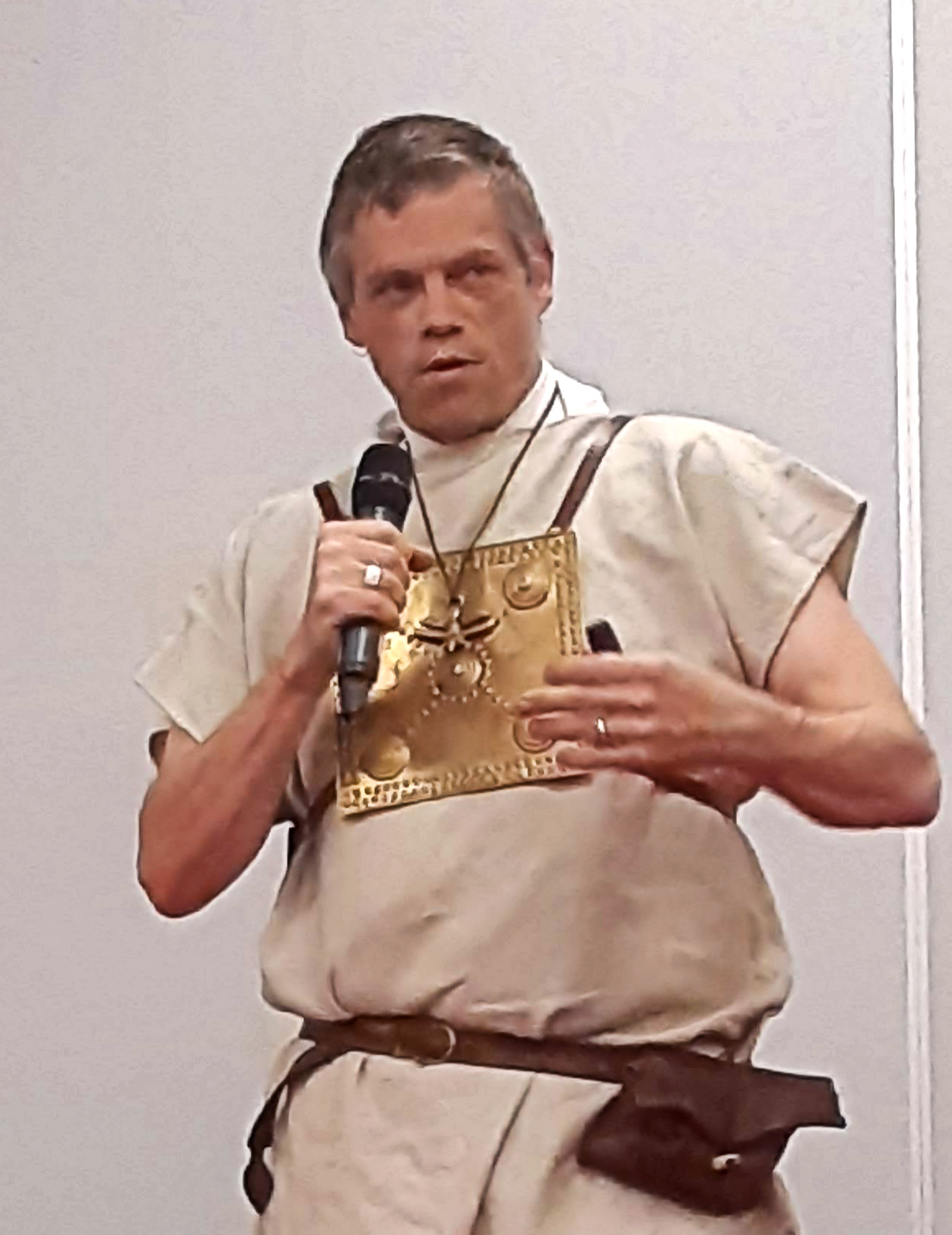
Ben Kane (2019)

Ben Kane (* 1970 in Kenia) ist ein irischer Schriftsteller, der sich auf historische Romane mit dem Schwerpunkt Römische Republik und Römische Kaiserzeit spezialisiert hat.

## Leben und Werk
Kane wurde 1970 in Kenia geboren, da sein Vater dort als Veterinär tätig war. Als Kane sieben Jahre alt war, kehrten seine Eltern in ihre Heimat Irland zurück. Kane studierte Veterinärmedizin am University College Dublin und war ab 1996 als Tierarzt in England tätig. Sein Interesse galt seit jeher der Antike: Zahlreiche Reisen, darunter auch eine Weltreise, führten ihn u. a. nach Turkmenistan und in die Länder, die man heute mit der Seidenstraße in Verbindung bringt. Kane lebt mit seiner Familie im englischen North Somerset und ist hauptberuflich als Schriftsteller tätig.
Zu den Buchreihen, die einem breiteren Publikum bekannt sind, zählen The Forgotten Legion Trilogy, die Spartacus-Bände und die Hannibal and Rome Reihe. Zuletzt arbeitete Kane an der Reihe The Eagles of Rome (Varusschlacht und Feldzüge des Tiberius und Germanicus).
Sechs seiner Romane waren Sunday-Times-Bestseller, seine Bücher erscheinen in Übersetzungen in mehr als zehn Ländern, darunter in Deutschland, Italien, Spanien, Griechenland und in den Niederlanden.
2013 marschierte Kane mit Freunden im Zuge einer Wohltätigkeitskampagne in voller Ausrüstung eines römischen Legionärs entlang des Hadrianswall; auf diese Weise kamen Spendengelder in Höhe von 19,000 Pfund zusammen, die Vereinigungen wie Combat Stress und Ärzte ohne Grenzen zuflossen. Ein Jahr später wanderte Kane, erneut als Legionär, durch Italien, von Capua bis Rom. In dieser Zeit entstand der Dokumentarfilm mit dem Titel The Road to Rome.

### The Forgotten Legion Trilogy
- The Forgotten Legion (2008); deutsch Die Vergessene Legion, Bastei Lübbe 2016, Übers. Holger Hanowell.

Hauptfiguren des Romans sind Romulus, der als Junge an die Gladiatorenschule verkauft wird, seine Zwillingsschwester Fabiola (die Geschwister sind Haussklaven eines Kaufmanns in Rom), die zur Prostitution gezwungen wird, Tarquinius, ein etruskischer Haruspex (Seher) und Brennus, ein Gallier, der zu den besten Gladiatoren Roms zählt. Die Fäden der Handlung führen die männlichen Protagonisten zusammen, und letzten Endes gehören Romulus, Tarquinius und Brennus zu Crassus’ Armee und werden Gefangene der Parther.
Ein Schauplatz dieses historischen Romans ist u. a. die Schlacht bei Carrhae gegen die Parther, 53 v. Chr., bei der die Römer unter Führung von Marcus Licinius Crassus eine verheerende Niederlage erfuhren. Ein Teil der Überlebenden geriet in parthische Gefangenschaft, wie Plutarch berichtet. Noch heute gehen Forscher der Frage nach, ob sich das Schicksal jener gefangenen Legionäre (d. h. der Soldaten jener Vergessenen Legion) nachzeichnen lässt. Es wurde wissenschaftlich untersucht, ob im Dorf Liqian im heutigen China womöglich Nachfahren jener Legionäre nachzuweisen sind, da in dieser Gegend Menschen mit heller Haut, blondem Haar, blauen oder grünen Augen leben, ein Merkmal des europäischen Phänotyps. Im Vorwort zu Die Vergessene Legion geht Kane auf das Dorf Liqian ein: "Die Herkunft des Namens ist nicht gesichert, aber Wissenschaftler gehen davon aus, dass die erste Siedlung zwischen 79 v. Chr. und 5 n. Chr. gegründet wurde, und zwar unter dem Namen Li-jien, was im alten Chinesisch »Rom« bedeutet.
- The Silver Eagle (2009); deutsch Der Silberne Adler (Bastei Lübbe, 2016). Übers. Holger Hanowell.
- The Road to Rome (2010); deutsch Der Blutige Weg; (Bastei Lübbe, 2017). Übers. Holger Hanowell.

### Die Hannibal-Serie
- Hannibal: Enemy of Rome (2011)
- Hannibal: The Patrol (Kurzgeschichte, 2013); nur als E-Book
- Hannibal: Fields of Blood (2013)
- Hannibal: Clouds of War (2014)

### Die Spartacus-Serie
- Spartacus: The Gladiator (2012)
- Spartacus: Rebellion (2012)

### Die Eagles-of-Rome-Serie
- The Shrine (Kurzgeschichte, 2015); nur als E-Book
- Eagles at War (2015); deutsch Kampf der Adler (Bastei Lübbe, 2018). Übers. Holger Hanowell.
- Hunting the Eagles (2016); deutsch Rache der Adler (Bastei Lübbe, 2018). Übers. Holger Hanowell.
- Eagles in the Storm (2017); deutsch Sturm der Adler (Bastei Lübbe, 2019). Übers. Holger Hanowell.
- A Day of Fire: A Novel of Pompeii (2014); Kane schrieb ein Kapitel

### Die Clash of Empire-Serie
- Clash of Empire (2019); deutsch Kampf der Imperien (Bastei Lübbe, 2019). Übers. Dietmar Schmidt.
- The Falling Sword (2020); deutsch Das letzte Schwert (Bastei Lübbe, 2020). Übers. Dietmar Schmidt.

### Lionheart
- Lionheart (2020); deutsch Lionheart – Im Dienste des Löwen (Bastei Lübbe, 2021) ISBN 978-3-404-18449-1 Übers. Dietmar Schmidt.
- Crusader (2021); deutsch Lionheart – Der Kreuzritter (Bastei Lübbe, 2022) ISBN 978-3-404-18793-5, Übers. Dietmar Schmidt.
- King (2022); deutsch Lionheart – Der Preis des Throns (Bastei Lübbe, 2023) ISBN 978-3-404-18965-6, Übers. Dietmar Schmidt.